# CSKA Moskva
CSKA Moskva (Centralni športni vojaški klub Moskva, rusko ЦСКА Москва, s polnim imenom Федеральное государственное учреждение Министерства обороны Российской Федерации Центральный спортивный клуб Армии) je ruski športni klub iz Moskve. Zaradi povezanosti z vojsko v času Sovjetske zveze, ima klub še danes vzdevek Rdeča armada. 
Športni klub je iz večjega števila klubov v različnih športih:
- HK CSKA Moskva, hokejski klub
- KK CSKA Moskva, košarkarski klub
- NK CSKA Moskva, nogometni klub
- RK CSKA Moskva, rokometni klub

Klub je aktiven v več kot štirideset športih in je vzgojil 463 olimpijskih prvakov za Rusijo in Sovjetsko zvezo, 2629 svetovnih in evropskih prvakov in preko 11000 državnih prvakov.